# باتريك مورتنسن
باتريك مورتنسن (بالدنماركية: Patrick Mortensen)‏ (13 يوليو 1989 في الدنمارك - ) هو مدرب كرة قدم ولاعب كرة قدم دانمركي في مركز الهجوم. شارك مع منتخب الدنمارك تحت 21 سنة لكرة القدم. أما مع النوادي، فقد لعب مع نادي بروندبي ونادي ساربسبورغ 08 ونادي فريماد أماغر ونادي لينغبي.

## وصلات خارجية
- باتريك مورتنسن على موقع الاتحاد الأوربي (الإنجليزية)
- باتريك مورتنسن على موقع اتحاد النرويج (النرويجية)
- باتريك مورتنسن على موقع قاعدة بيانات كرة القدم.إي يو (الإنجليزية)
- باتريك مورتنسن على موقع Soccerway.com (الإنجليزية)
- باتريك مورتنسن على موقع عالم كرة القدم.نت (الإنجليزية)